# Mount Carmel Cemetery (Hillside)
Mount Carmel Cemetery ist ein römisch-katholischer Friedhof in Hillside (Illinois), einem Vorort von Chicago, und wie einige andere US-amerikanische Friedhöfe nach dem Mount Carmel im heutigen Israel benannt.

## Lage
Der Friedhof befindet sich zwischen der Eisenhower Expressway (Interstate 290) im Norden, Wolf Road im Westen und der Roosevelt Road im Süden. Er grenzt an das Queen of Heaven Cemetery, welcher auf der anderen Seite der Roosevelt Road liegt; und dem Oakridge Glen Oaks Cemetery; der sich auf der anderen Seite der Wolf Road, neben dem Queen of Heaven befindet. 
Der Mount Carmel Cemetery umfasst eine Fläche von 214 Acres (865.844 m²), auf der über 225.000 Personen beerdigt wurden. Jährlich finden auf ihm rund 800 Beisetzungen statt.

## Geschichte
Der Friedhof wurde 1901 eröffnet. 1965 erhielt der Friedhof seine eigene Verwaltung in Kooperation mit den beiden anderen Friedhöfen.
Das Bishop’s Mausoleum ist ebenfalls im Mount Carmel Cemetery angesiedelt und wurde von William J. Brinkmann erschaffen. Es dient als Begräbnisort für die Erzbischöfe von Chicago. Darüber hinaus befinden sich über 400 Familiengräber und Mausoleen von bekannten Mobstern auf dem Friedhof.

## Beerdigte Personen (Auswahl)

### Religiöse Persönlichkeiten
- Kardinal Samuel Stritch (1887–1958); Erzbischof von Chicago; Kurienkardinal in Rom
- Kardinal John Patrick Cody; (1907–1982); Erzbischof von Chicago
- Kardinal Joseph Bernardin (1928–1996); Erzbischof von Cincinnati und Chicago

### Mobster
- Giuseppe Aiello, (1891–1930); Gegenspieler von Al Capone
- Dean O’Banion (1892–1924), North Side Gang
- Al Capone (1899–1947), Chicago Outfit
- Frank Capone (1895–1924); älterer Bruder von Al Capone
- Vincent „The Schemer“ Drucci (1901–1927)
- Genna-Familie; Sam, Vincenzo, Pete, „Bloody“ Angelo, Antonio, und Mike „The Devil“
- Joseph Giunta (1887–1929); Präsident der Unione Siciliana
- Sam „Momo“ Giancana (1908–1975), Chicago Outfit
- Antonio „The Scourge“ Lombardo
- Jack „Machine Gun“ McGurn (1903–1936)
- Frank Nitti (1888–1943); Chicago Outfit
- Frank Rio (1895–1935), Bodyguard von Al Capone
- Roger Toughy (1898–1957); „Bierbaron“ von Chicago
- Earl „Hymie“ Weiss (1898–1926), North Side Gang

### Politiker
- Mike Merlo (1880–1924, Chicago), italo-amerikanischer Politiker, Präsident der Unione Siciliana